# Žebráky

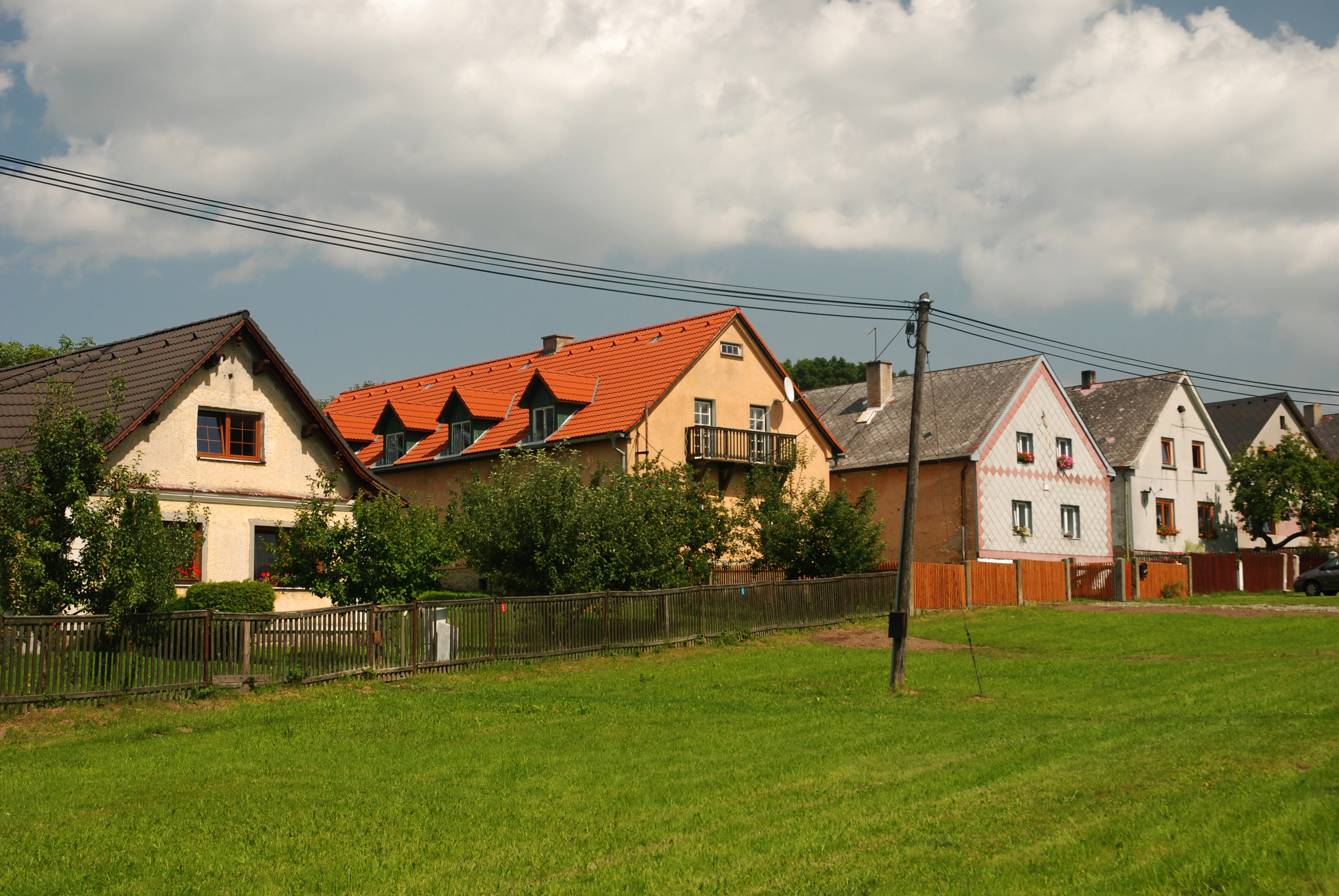
Häuser am Dorfplatz

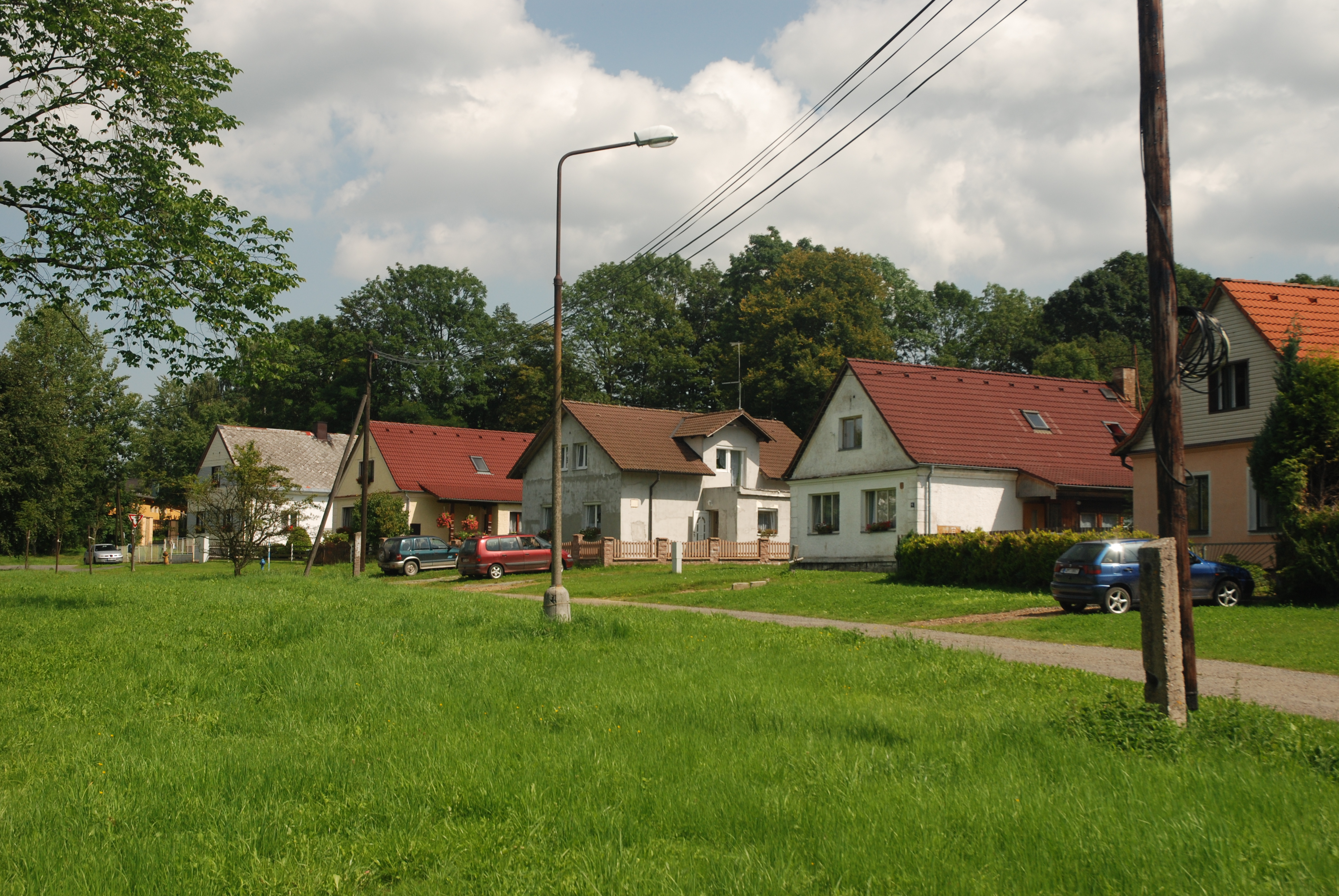
Häuser am Dorfplatz

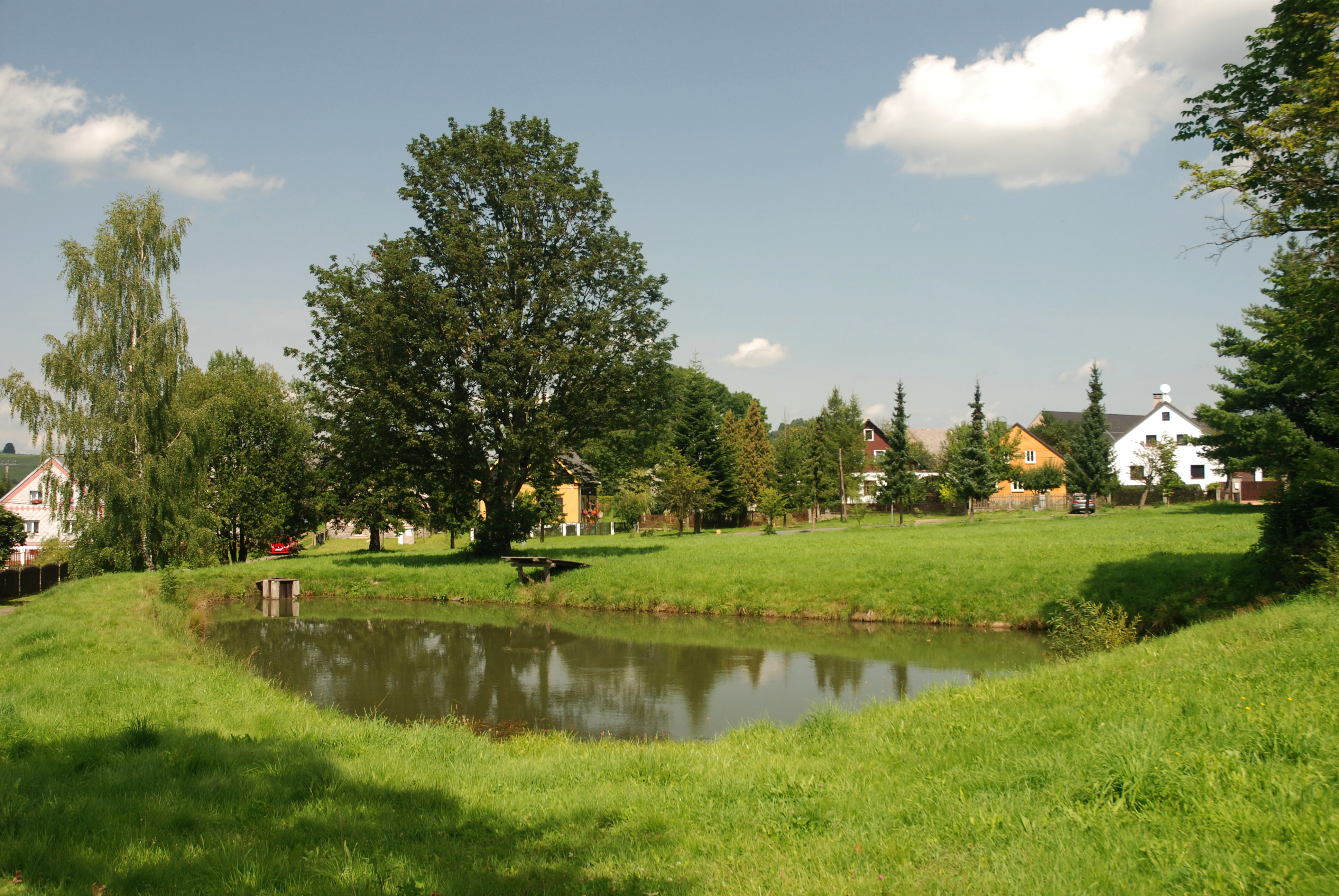
Teich auf dem Dorfanger

Žebráky (deutsch Petlarn, auch Pettlarn) ist ein Ortsteil der Gemeinde Hošťka (Hesselsdorf) in Tschechien. Er liegt neun Kilometer südwestlich von Tachov (Tachau) und gehört zum Okres Tachov.

## Geographie
Das von ausgedehnten Wäldern umgebene Linsenangerdorf Žebráky befindet sich auf einer Anhöhe im böhmischen Teil des Oberpfälzer Waldes (Český les). Nördlich erhebt sich der Annaberg (689 m n.m.) mit der Ruine der Annenkirche, im Osten der Pořejovský vrch (Purschauer Berg, 707 m n.m.) und der Plešivec (Plessberg, 766 m n.m.), südlich die Čertova skála (650 m n.m.), im Südwesten der Geisberg (608 m n.m.) und der Borový vrch (626 m n.m.), westlich der Liščí vrch (710 m n.m.) und der Chloumek (730 m n.m.) sowie im Nordwesten der Nad Hájenkou (678 m n.m.) und die Smrčina (658 m n.m.). Im Osten und Norden wird Žebráky vom Bach Žebrácký potok (Lustbach), der auch den nordwestlich des Dorfes gelegenen Teich Žebrácký rybník (Petlarner Teich) speist, umflossen. Der auf dem Dorfanger entspringende namenlose Bach fließt ebenso wie der Žebrácký potok mit westlicher Richtung in den Kateřinský potok (Katharinabach). 
Nachbarorte sind Bažantov im Norden, Pořejov und Úšava im Nordosten, Nové Sedliště und Labuť im Osten, Újezd pod Přimdou und Bohuslav im Südosten, Hošťka und Rozcestí im Süden, Rozvadov, Nové Domky  und Žebrácký Žďár im Südwesten, Buchar, Kollerova Huť und Šenvaldská Huť im Westen sowie Kolm, Ostrůvek und Lesná. Ein Großteil davon erlosch in der Mitte des 20. Jahrhunderts.

## Geschichte
Žebráky war eines der Chodendörfer und entstand wahrscheinlich im 14. Jahrhundert. Erstmals urkundlich erwähnt wurde Žebráky 1528 im Zuge eines Grenzstreits, bei dem chodische Bauern aus dem Dorf als Zeugen aussagten. Der Teich Žebrácký rybník ist seit der Mitte des 16. Jahrhunderts nachweislich. Im Jahre 1555 lebten 27 Familien in Scheberecken. Im Ort bestand eine herrschaftliche Zollstation, die später nach Roßhaupt verlegt wurde. Der Dreißigjährige Krieg führte zu einer Verödung des Dorfes. Ab dem 18. Jahrhundert entstanden in den umliegenden Wäldern zahlreiche kleine Ansiedlungen. 1785 standen in Petlarn einschließlich Petlarner Brand 62 Häuser.
1835 bestand das im Pilsner Kreis gelegene Dorf Petlarn, auch Betlarn bzw. Bettelarm genannt, aus 58 Häusern mit 389 deutschsprachigen Einwohnern. Das Dorf unterhielt einen Lehrer, jedoch kein Schulgebäude, so dass in den Bauernhäusern unterrichtet wurde. Nach Petlarn konskribiert waren drei – am Katharinabach gelegene – Einschichten: die Franzenmühle, die Gochelmühle und die aus drei Häusern bestehende Spiegelschleife. Letztere war von der Gemeinde an den Besitzer des Lehngutes Ströbel verpachtet. Pfarrort war Purschau. Bis zur Mitte des 19. Jahrhunderts blieb das Dorf der Herrschaft Tachau untertänig, Besitzer waren die Grafen Windisch-Graetz. 
Nach der Aufhebung der Patrimonialherrschaften bildete Pettlarn / Žebrák ab 1849 mit dem Ortsteil Petlarnbrand eine Gemeinde im Gerichtsbezirk Tachau. Ab 1869 gehörte Pettlarn zum Bezirk Tachau. Zu dieser Zeit hatte das Dorf 616 Einwohner und bestand aus 71 Häusern. Im Jahre 1900 lebten in Petlarn 493 Personen, 1910 waren es 555. Nach dem Zusammenbruch der k.k. Monarchie wurde das Dorf 1918 Teil der neu gebildeten Tschechoslowakei. Beim Zensus von 1921 lebten in den 125 Häusern der Gemeinde 704 Personen, darunter 696 Deutsche und fünf Tschechen. Davon lebten 537 in Petlarn (98 Häuser) und 167 in Petlarnbrand (27 Häuser). Der tschechische Ortsname wurde 1924 in Žebráký geändert. Im Jahre 1930 hatte die Gemeinde 612 Einwohner – davon in 458 in Petlarn (101 Häuser) und 154 in Petlarnbrand (27 Häuser); 1939 waren es 563. In Folge des Münchner Abkommens wurde das Dorf im Oktober 1938 dem Deutschen Reich zugeschlagen und gehörte bis 1945 zum Landkreis Tachau. Nach dem Ende des Zweiten Weltkrieges wurde Žebráký wieder Teil der Tschechoslowakei. Die deutschböhmische Bevölkerung wurde bis 1948 vertrieben und das Dorf mit Wolhynientschechen schwach wiederbesiedelt. Im April 1948 erfolgte die Eingemeindung von Pořejov. Im Jahre 1950 lebten in den 92 Häusern von Žebráky nur noch 91 Personen. Die kaum noch bewohnten Ortsteile Pořejov und Žebrácký Žďár wurden 1950 aufgehoben und in den Folgejahren die Häuser abgebrochen. Mit Beginn des Jahres 1961 erfolgte die Eingemeindung nach Hošťka. Im Jahre 1970 hatte Žebráky 154 Einwohner. Im Jahre 1991 lebten in den 30 Wohnhäusern von Žebráky 77 Personen. Beim Zensus von 2011 bestand das Dorf aus 38 Häusern und hatte 89 Einwohner.

## Ortsgliederung
Zu Žebráky gehören die Wüstungen Liščí Díra (Fuchsloch), Pořejov (Purschau) und Žebrácký Žďár (Petlarnbrand). Grundsiedlungseinheiten sind Pořejov und Žebráky. 
Der Ortsteil gliedert sich in die Katastralbezirke Pořejov (1172 ha) und Žebráky (1333 ha).

## Sehenswürdigkeiten
- Großer elliptischer Dorfanger mit giebelständigen Häusern und zwei Teichen
- Jüdischer Friedhof, nordöstlich des Dorfes an der Straße nach Tachov
- Ruine der St.-Anna-Kirche, nördlich von Žebráky
- Sühnekreuz mit Axtrelief, es befand sich auf dem Dorfanger neben der Kapelle und wurde nach deren Abriss in den Hof des Museums Tachov umgesetzt
- Bildstock mit Reliefdarstellung Christi an der Westseite des Angers, er hat eine Höhe von 1,80 m
- Statue des hl. Johannes von Nepomuk, neben dem Teich an der Westseite des Angers
- Gedenktafel für die Gefallenen des Ersten Weltkrieges, auf dem Anger. Es handelt sich um eine der beiden Tafeln des 1921 enthüllten Purschauer Kriegerdenkmals. Die von den Purschauer Steinmetzen Franz und Josef Müller gefertigte Tafel aus hellem Granit befand sich in der Purschauer Kirche neben dem Altar des hl. Josef.

## Ehemalige Bauwerke
- Kapelle des hl. Johannes von Nepomuk, sie wurde 1962 abgebrochen